# José de Piñera y Lombera
José de Piñera y Lombera (Lima, Virreinato del Perú, 21 de mayo de 1786-La Serena, Chile, 17 de julio de 1847) fue el fundador y genearca de la familia Piñera en Chile.

## Datos biográficos
Fue hijo de Manuel Antonio de Piñera Gutiérrez, originario de Ubiarco (Cantabria, España) y de la limeña Josefa Lombera y de la Piedra. Fue bautizado el 9 de junio de 1786 en la parroquia San Lázaro del Rímac en su ciudad natal.
Fue subdelegado del partido de Camaná en la provincia de Arequipa, en el Virreinato del Perú.
Por sus actividades comerciales, fue el primer Piñera que llegó a Chile, donde se estableció en La Serena. Allí contrajo matrimonio en 1827 con Mercedes de Aguirre y Carvallo, con quien tuvo cinco hijos: Paula del Socorro, Rosa, Eulogio, Virginia y Bernardino.
En 1828 fue alcalde provincial del Cabildo de La Serena. El 18 de mayo de 1829 se le comisionó para que encargara a Lima o Valparaíso una bandera nacional que debía colocarse en la sala frente a la silla presidencial. Diputado por La Serena en la Asamblea Provincial de Coquimbo, de 1829, fue su presidente entre el 31 de mayo y 17 de agosto de ese año.
Participó en la Sociedad de Beneficencia de La Serena, institución que el 22 de diciembre de 1846 envió una carta de agradecimiento al polaco Ignacio Domeyko, como fundador de dicha entidad, y quien se trasladaba a Santiago. Entre quienes firmaban dicho documento estaba José de Piñera. Hizo su testamento el 15 de octubre de 1847 en la ciudad de La Serena, donde falleció y está sepultado. 
Es el tatarabuelo del expresidente de Chile Sebastián Piñera, del exministro José Piñera y del cantante Miguel Piñera.